# Strada statale 202 Triestina

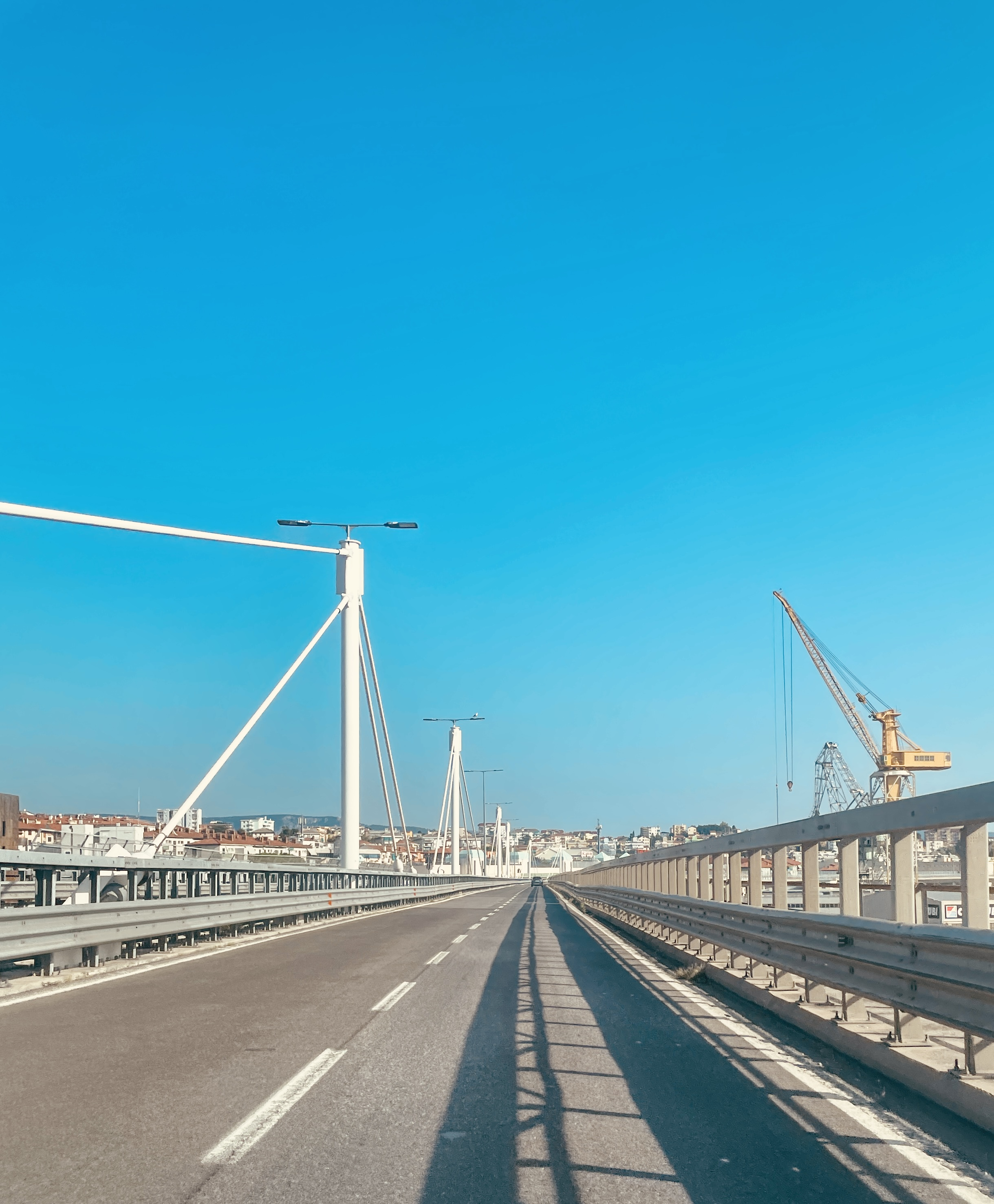
Bridge on SS202

La strada statale 202 Triestina (classificata come SS 202) è una strada statale che collega il porto di Trieste con l'entroterra carsico. Il suo itinerario è stato oggetto di numerose revisioni che hanno variato il suo percorso da quello iniziale a quello attuale nell'ottica della cosiddetta Grande Viabilità Triestina: attualmente il suo termine è posto nei pressi di Cattinara, e le sue caratteristiche sono quelle di strada a carreggiate separate di due corsie ciascuna, ciò fa classificare l'intero percorso come superstrada presentando i segnali di inizio e fine strada extraurbana principale.

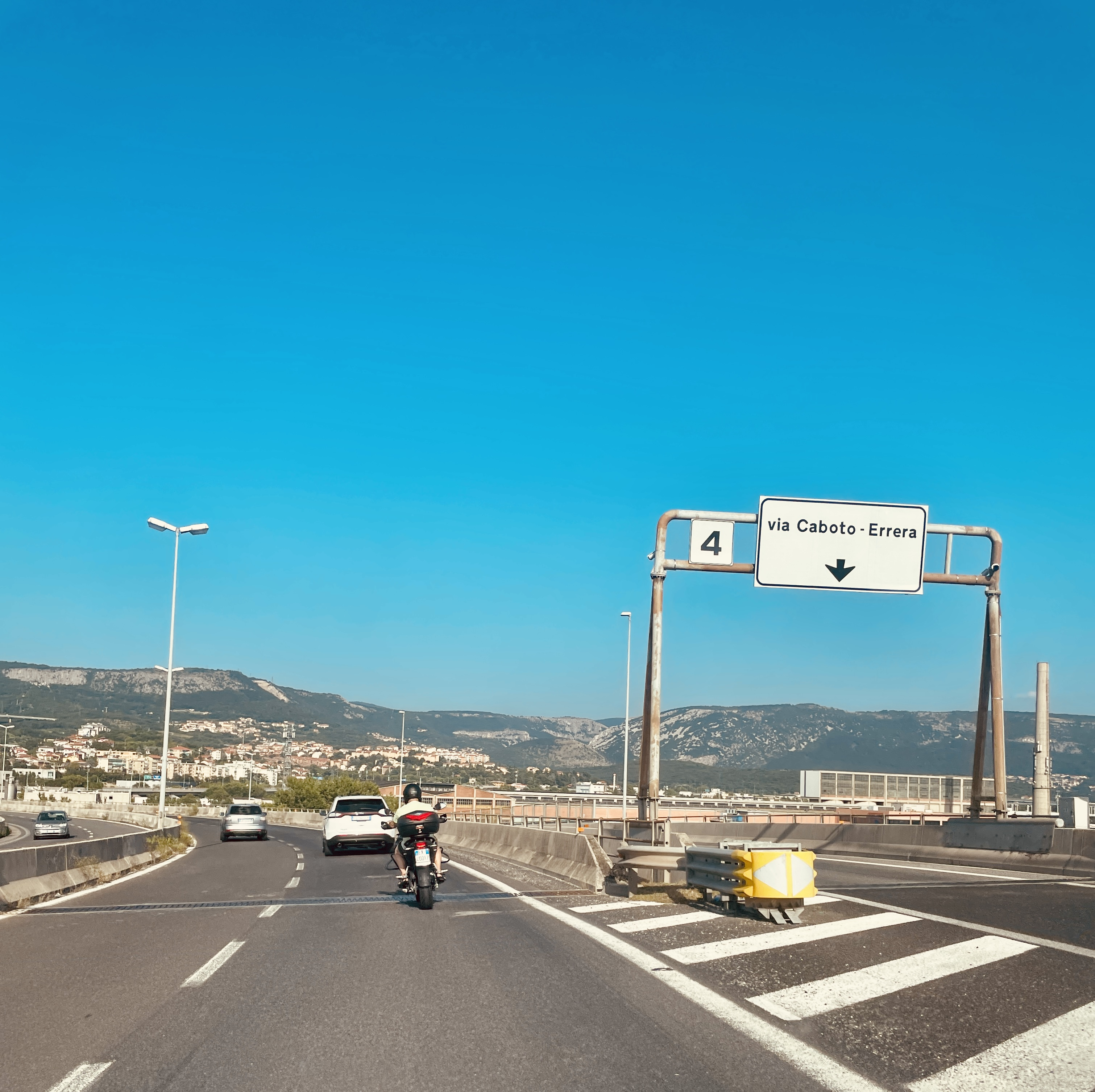
Exit Errera on SS202

L'attuale itinerario della SS 202 è stato definito con il decreto del ministero dei lavori pubblici del 6 agosto 1997 in via provvisoria e da allora non è stato ancora variato.
Il decreto legislativo 29 ottobre 1999 n. 461 ha definito la SS 202 anche come raccordo autostradale, in quanto collegamento con caratteristiche di superstrada tra Trieste e la rete autostradale. Inoltre funge da tangenziale nord della città.

## Storia

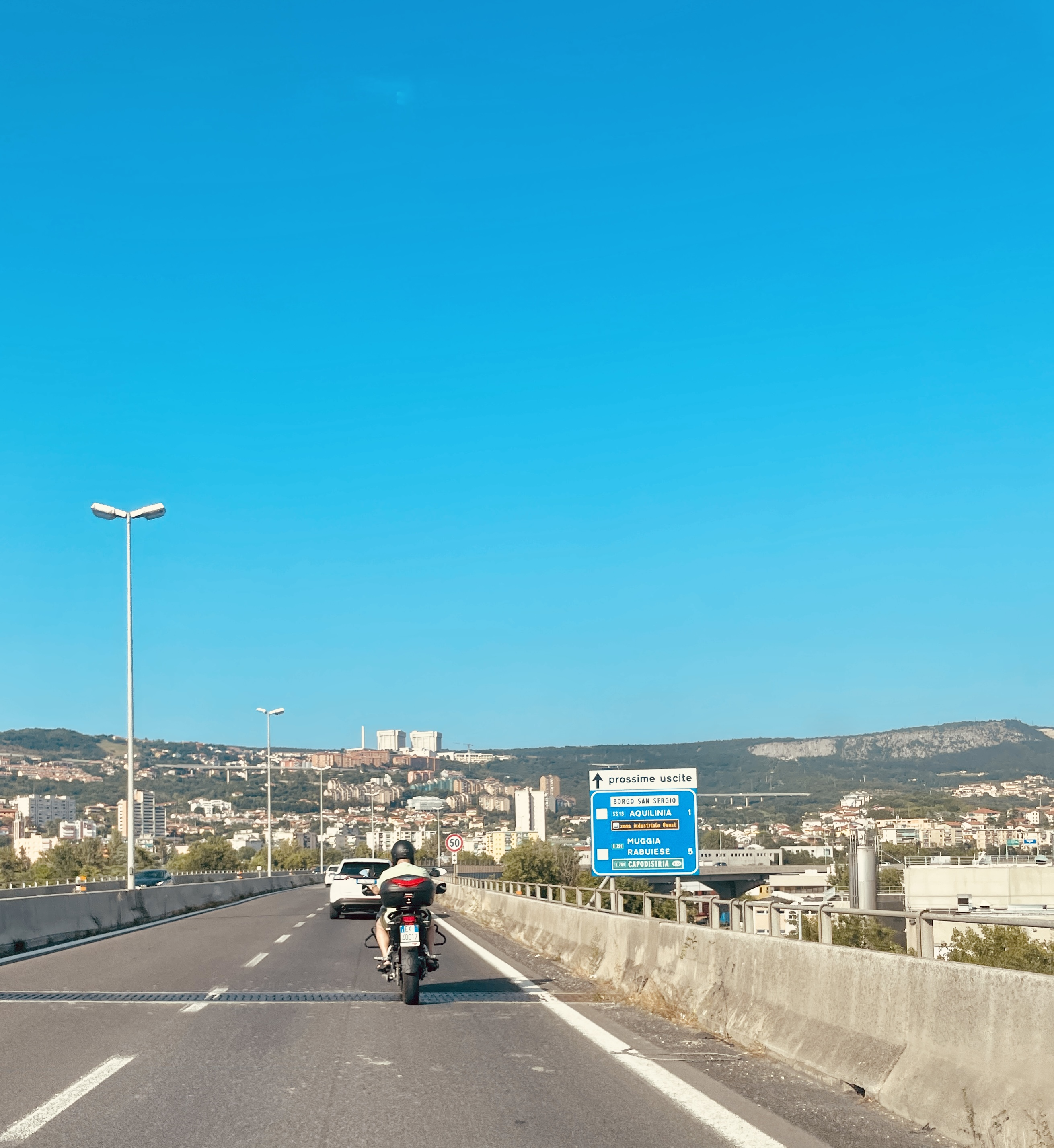
La strada statale in direzione Muggia

Il tracciato storico venne costruito dall'amministrazione angloamericana negli anni cinquanta per collegare Opicina con Sistiana. All'epoca era in uso chiamarla Camionale. Il tracciato usciva dal centro abitato di Trieste mediante l'attuale via Carnaro fino alla confluenza con l'attuale via Brigata Casale che precede di pochi metri l'innesto con il nuovo tracciato. Da qui la strada proseguiva per Padriciano, Trebiciano ed Opicina dove incrociava la strada statale 58 della Carniola; il percorso terminava poi in località Sistiana.
Nel 1987 ebbe inizio il processo di ammodernamento del collegamento tra l'autostrada A4 e Trieste, da una parte con la sostituzione della SS 202 con un tracciato più moderno a due corsie per senso di marcia (da Sistiana a Padriciano), e dall'altro con la costruzione della sopraelevata, comunemente nota come Grande Viabilità Triestina (GVT), che permettesse di raggiungere dal porto nuovo la valle a nord della città e la stessa SS 202 senza attraversare il centro urbano, inaugurata nel 1988.
Attualmente lungo alcuni svincoli della sopraelevata sono presenti segnali stradali di inizio e fine autostrada in quanto un tempo la sopraelevata era classificata come autostrada.
Nel 1997 con il già citato decreto, quando il progetto di una nuova strada a doppia carreggiata difettava ancora della porzione compresa tra Cattinara e Padriciano, venne varata una nuova classificazione della viabilità triestina consistente, tra l'altro nella definizione di:
- raccordo autostradale 13 (A4-Trieste), denominazione del tratto di nuova costruzione tra Sistiana e Padriciano, sovrapposto al vecchio tracciato della SS 202 tra Sistiana e Gabrovizza e tra Trebiciano e Padriciano;
- strada statale 202 Triestina, denominazione della sopraelevata dal molo VII del porto di Trieste fino allo svincolo di Cattinara e da questo poi lungo il preesistente tracciato fino a Padriciano dove si innesta sul raccordo autostradale 13; contestualmente venivano dismessi i tratti da Trieste a Cattinara (consegnati al Comune di Trieste) e da Padriciano a Gabrovizza (consegnato alla Provincia di Trieste e riclassificato come strada provinciale 35 di Opicina).

Il 19 novembre 2008 si è completata la GVT che conduce dal porto di Trieste alla A4 Torino-Trieste, mediante l'apertura del tratto mancante tra Padriciano e Cattinara, provvisoriamente indicato come nuova strada ANAS 344 Padriciano-Cattinara (NSA 344). A seguito di questa apertura il tratto finale della SS 202, dal termine della sopraelevata all'innesto sul RA 13 a Padriciano, non facente più parte della GVT, è stato declassificato e provvisoriamente definito come nuova strada ANAS 314 Raccordo con la SS 202 (NSA 314), successivamente SS202 dir.

## Percorso

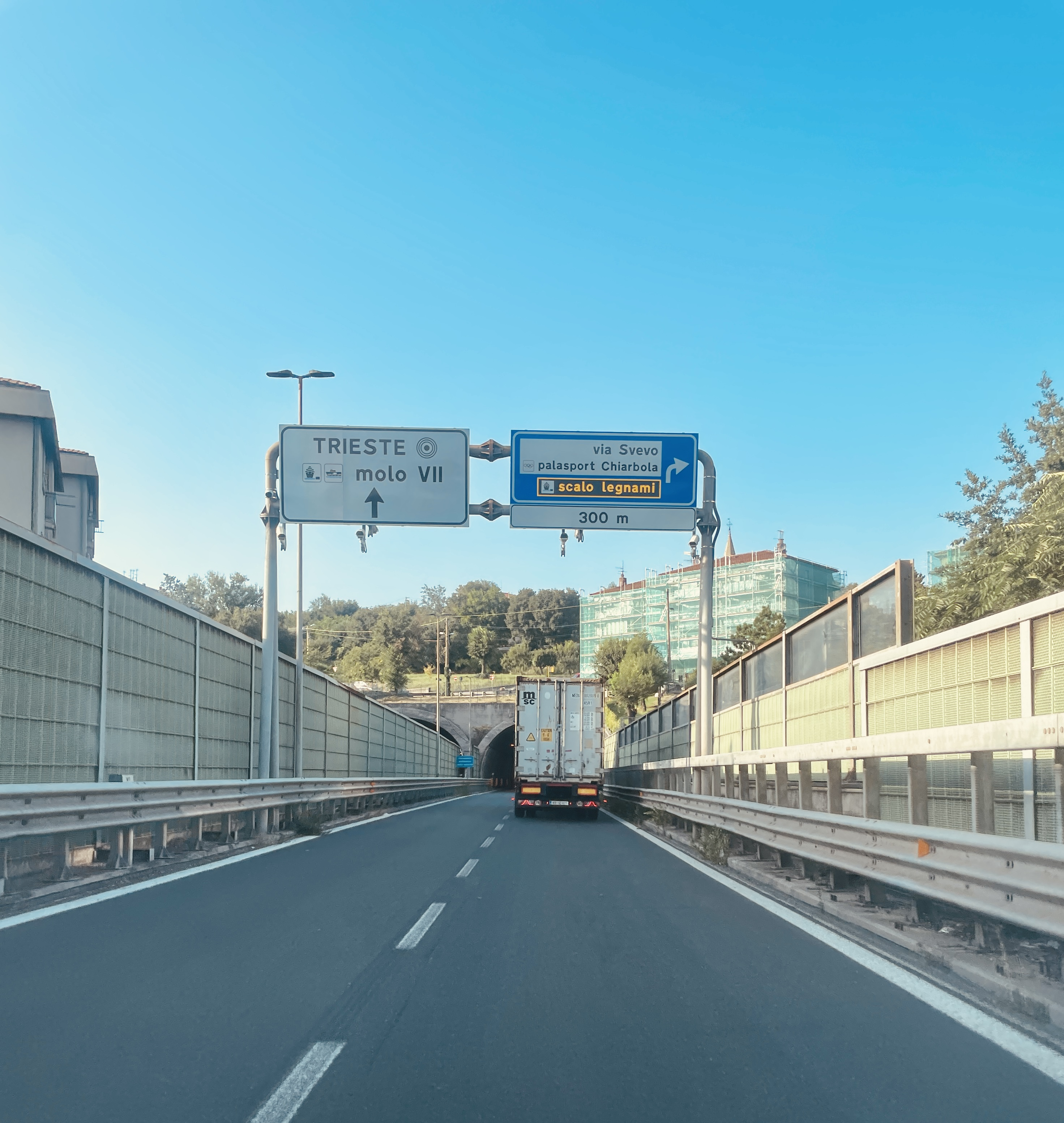
SS202 direction city centre

Inizia poco fuori dal porto di Trieste, e con tratto sopraelevato, lambisce i rioni di San Vito, Chiarbola, Servola e Valmaura (con l'uscita per lo stadio comunale Nereo Rocco). Tale tratto in viadotto misura 3.300 m, tanto da essere uno dei ponti più lunghi d'Italia. Attraverso ulteriori viadotti passa poi per la zona industriale cittadina (con le uscite per l'Istria e il collegamento con l'ex strada statale 15 Via Flavia), raggiunge San Dorligo della Valle e lo stabilimento della Wärtsilä (ex Grandi Motori). La strada statale 202 continua lambendo San Giuseppe della Chiusa, Altura e Raute e terminando quindi a Cattinara, e senza soluzione di continuità confluisce nel primo tronco dell'autostrada Sistiana-Rabuiese

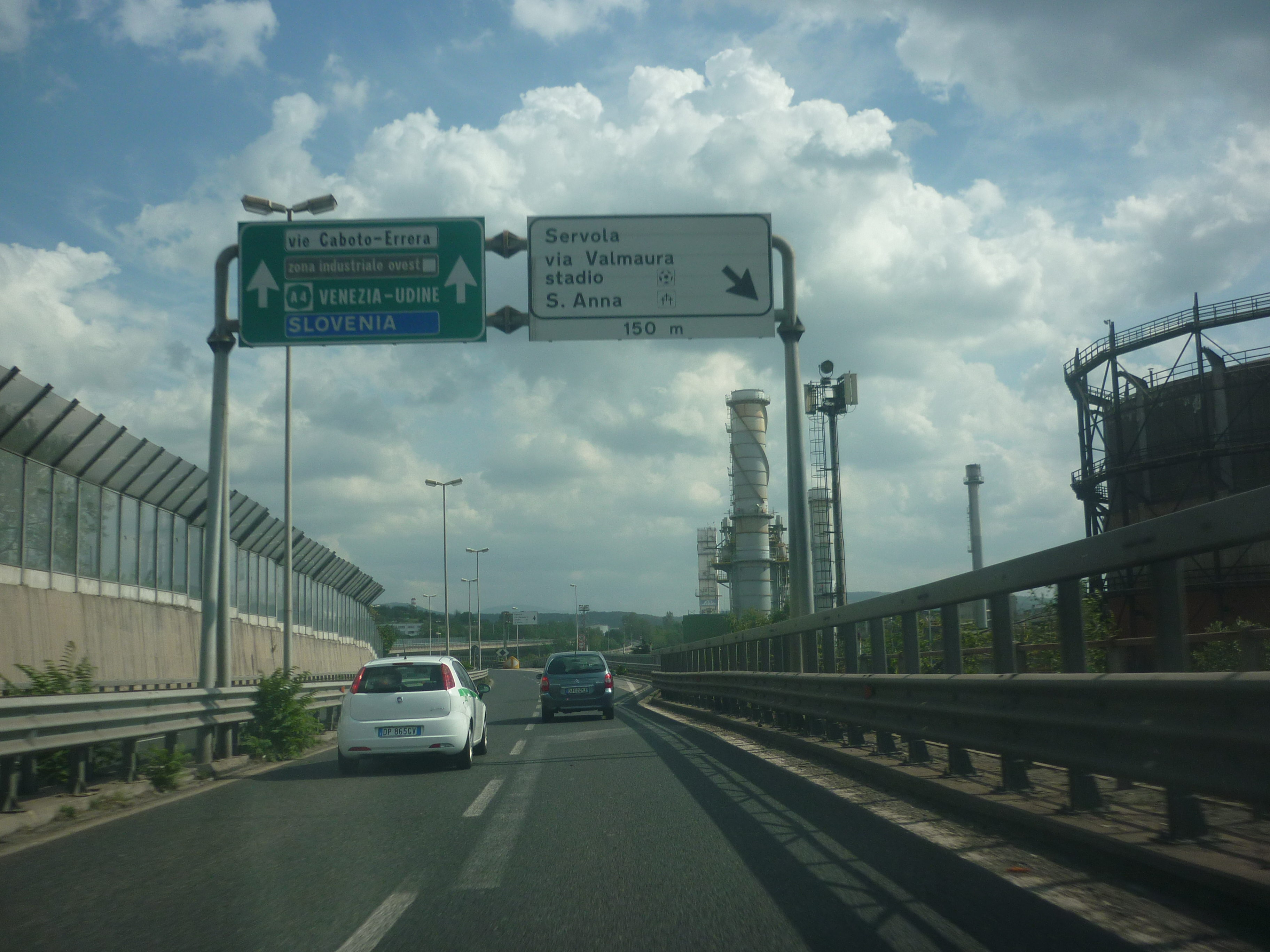
La sopraelevata nei pressi della ferriera di Servola
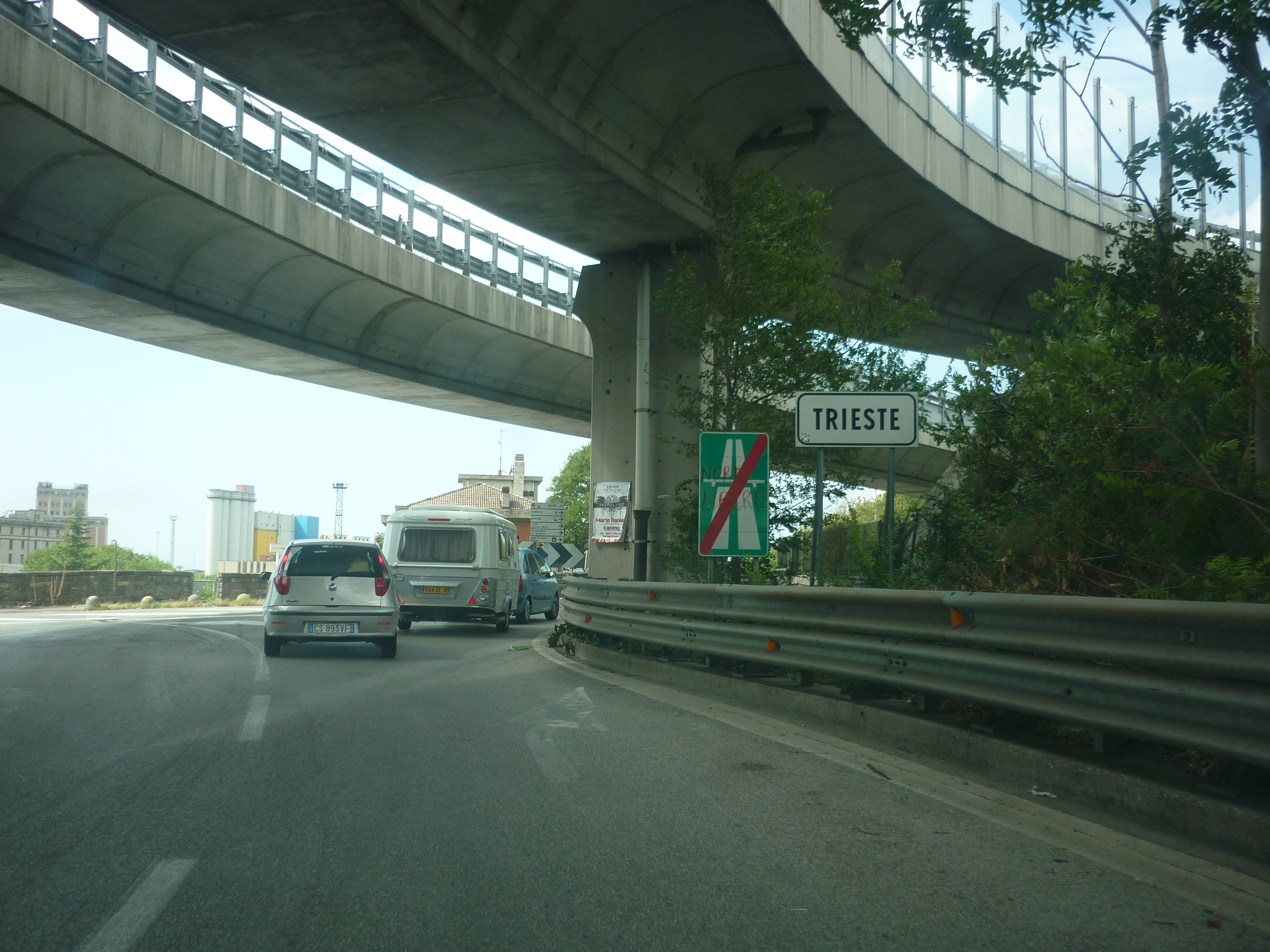
La fine della sopraelevata nei pressi del porto di Trieste
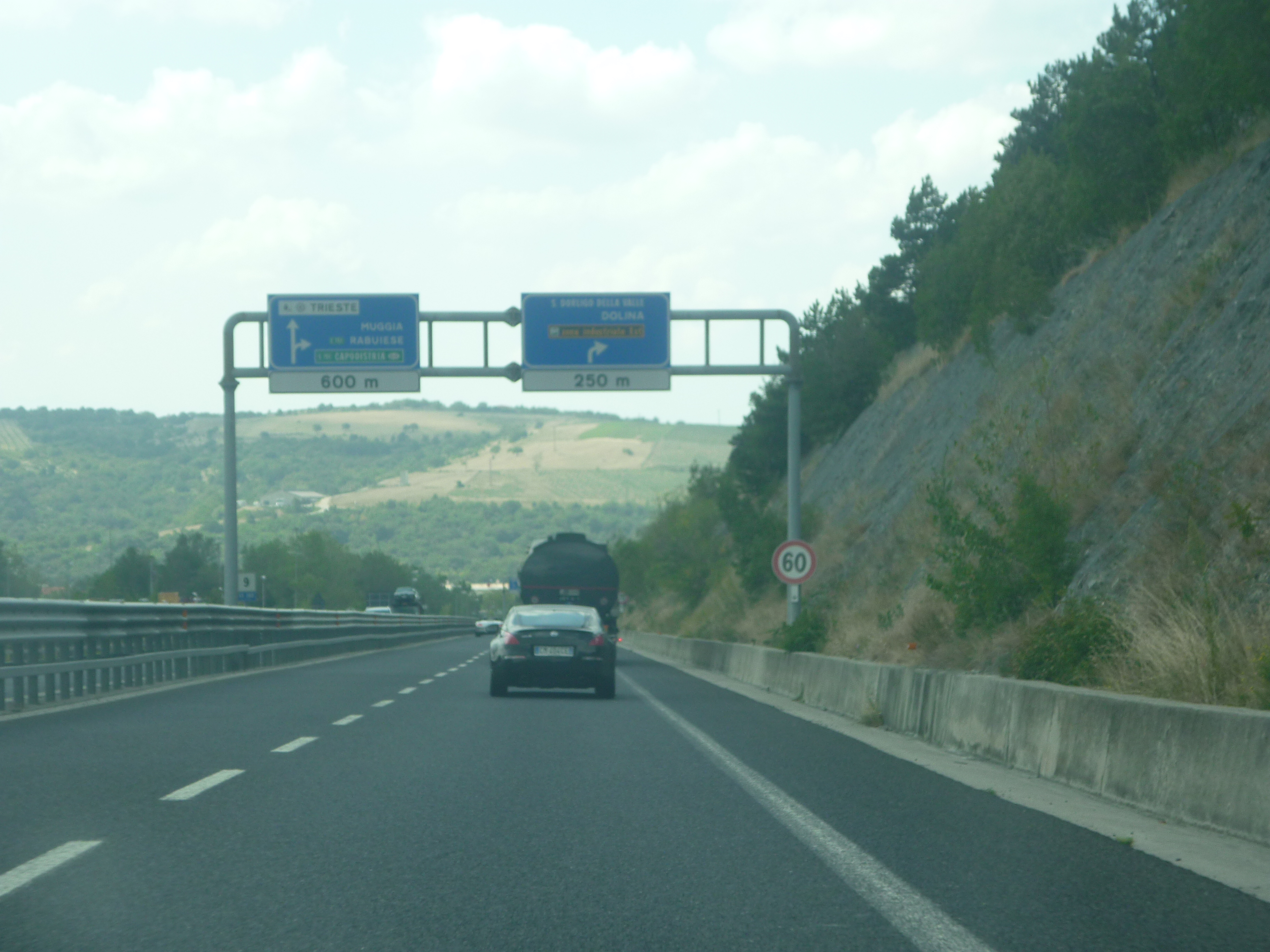
Un tratto della SS 202 in direzione Trieste nei pressi dell'uscita per Dolina
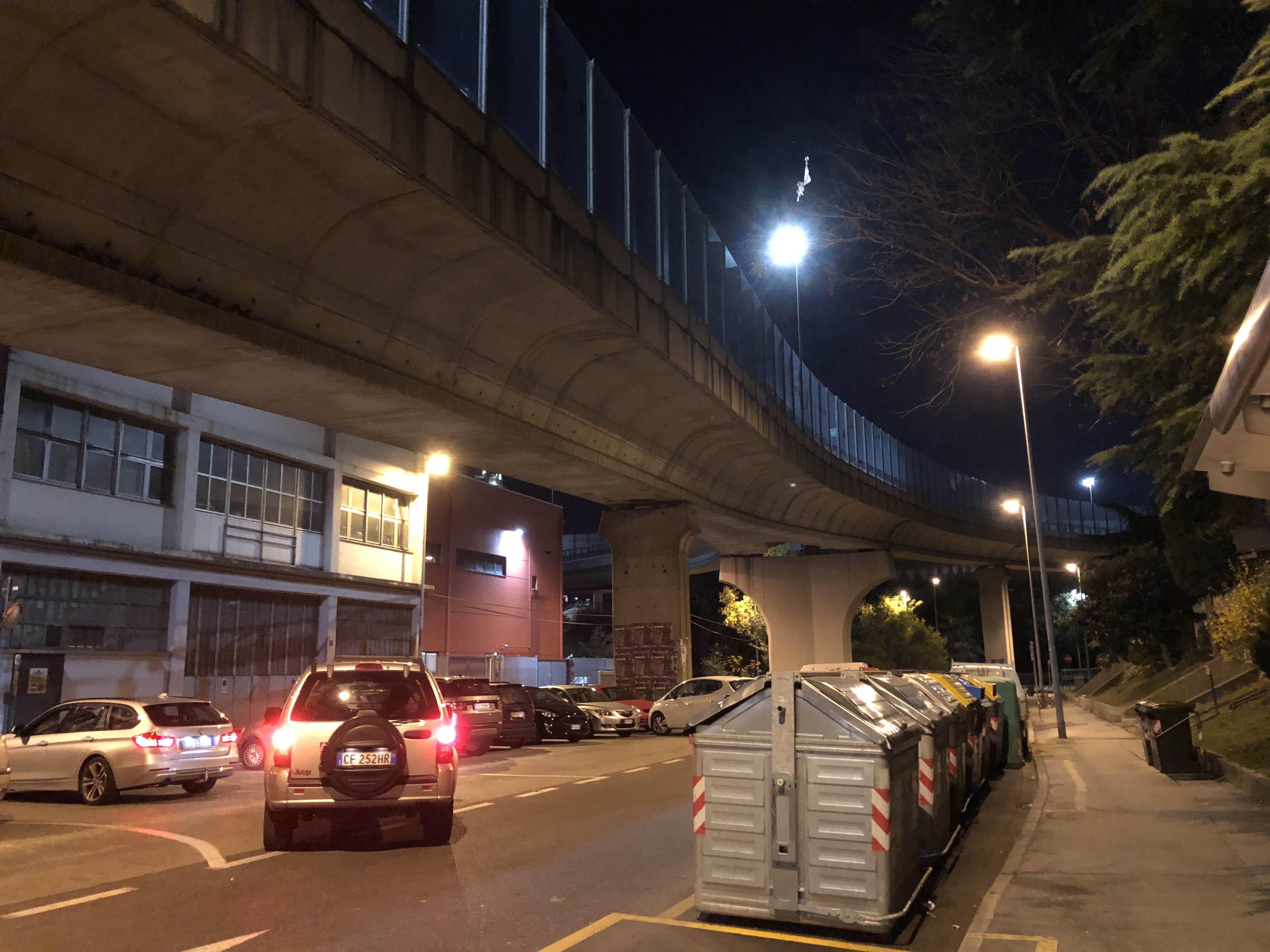
Lo svincolo di Valmaura, visto dall'omonima via
Il sistema di collegamento a 4 corsie intorno a Trieste, chiamato Grande Viabilità Triestina.

### Tabella percorso
| Triestina |                                                         |      |      |           |
| Tipo      | Indicazione                                             | ↓km↓ | ↑km↑ | Provincia |
|           | Trieste Porto di Trieste - Molo VII                     | 0,0  | 14,6 | TS        |
|           | Via Svevo - Scalo legnami Via Baiamonti                 | 2,2  | 12,4 | TS        |
|           | Via Valmaura Stadio Rocco - PalaTrieste - Stadio Grezar | 2,9  | 11,1 | TS        |
|           | Via Caboto - Via Errera Zona industriale ovest          | 4,6  | 8,5  | TS        |
|           | Muggia - Via Malaspina Zona industriale est             | 5,8  | 8,3  | TS        |
|           | Via Frigessi                                            | 6,9  | 8,2  | TS        |
|           | Rabuiese H5 - Koper/Capodistria                         | 7,3  | 6,6  | TS        |
|           | Dolina Grandi Motori                                    | 8,0  | 6,2  | TS        |
|           | Cattinara Ospedale Cattinara                            | 13,7 | 0,9  | TS        |
|           | Triestina                                               | 14,2 | 0,2  | TS        |
|           | Sistiana-Rabuiese (Tronco Padriciano-Cattinara)         | 14,6 | 0,0  | TS        |